# Nader Al Tarhouni
Nader Abdussalam Al Tarhouni (Tripoli, 24 ottobre 1979) è un ex calciatore libico, di ruolo centrocampista.

## Carriera

### Club
Comincia a giocare in patria, all'Al-Ittihad Tripoli. Nel 2005 si trasferisce in Qatar, all'Al-Sailiya. Nel 2006 passa all'Al-Wakrah. Nel 2007 viene acquistato dal Kazma, club della prima divisione kuwaitiana. Nel 2009 si trasferisce negli Emirati Arabi Uniti, all'Al Shabab. Nel 2012 viene acquistato dall'Ismaily, squadra della prima divisione egiziana.

### Nazionale
Ha debuttato in nazionale nel 2001. Ha partecipato, con la nazionale, alla Coppa d'Africa 2006. Ha collezionato, con la nazionale, 35 presenze ed una rete.